# きつねと猟犬2 トッドとコッパーの大冒険
『きつねと猟犬2 トッドとコッパーの大冒険』（きつねとりょうけん2 トッドとコッパーのだいぼうけん、原題：The Fox and the Hound 2）は、2006年に公開したアメリカのウォルト・ディズニー・カンパニーが製作したオリジナルビデオアニメーション映画。『きつねと猟犬』の続編である。2006年にアメリカで発売。

## 声の出演
| 役名                 | 原語版声優                 | 日本語吹き替え            |
| -------------------- | -------------------------- | ------------------------- |
| トッド               | ジョナ・ボボ               | 柴井伶太                  |
| コッパー             | ハリソン・ファーン         | 台詞：大隅祐輝 歌：星野輝 |
| ディキシー           | リーバ・マッキンタイア     | 松本梨香                  |
| キャッシュ           | パトリック・スウェイジ     | 台詞：畠中洋 歌：岡崎昌幸 |
| グラニー・ローズ     | ヴィッキー・ローレンス     | 伊集加代子                |
| トゥイード夫人       | ルシー・テイラー           | 新道乃里子                |
| エイモス・スレイド   | ジェフ・ベネット           | 大塚周夫                  |
| チーフ               | ロブ・ポールセン           | 阪脩                      |
| フロイド             | ジム・カミングス           | 立花敏弘                  |
| ウェイロン           | ジム・カミングス           | 安西康高                  |
| ライル               | ジェフ・フォックスワーシー | 堀本等                    |
| ビッカースタッフ     | スティーヴン・ルート       | 塩屋浩三                  |
| ゼルダ               | キャス・スーシー           | 巴菁子                    |
| オリビア・ファーマー | ハンナ・ファー             | 宮本侑芽                  |

## サウンドトラック
この映画のサウンドトラックには、 リーバ・マッキンタイアによる楽曲だけでなく、新しく作られた w:Trisha Yearwood, w:Chip Davis, と w:Little Bigtown。サウンドトラックはアメリカ合衆国のw:Walt Disney Recordsから2006年11月21日にリリースされた。Joel McNeelyによるプロデュースが行われたこのサウンドトラックは。
1. Friends for Life
2. Nashville 7
3. We're in Harmony
4. Hound Dude
5. Depressed Dixie
6. Sticky Hound Puppy
7. Blue Beyond
8. We Go Together
9. You Know I Will
10. We're in Harmony